# 郭躬
郭躬（1年—94年），字仲孙，颍川阳翟（今河南禹州市）人，东汉政治人物。

## 生平
郭躬的父亲郭弘有审理刑事案件三十年的经验，执法公平。他年少时继承父亲的事业，讲授法律，有几百名学生。后来做了郡吏，被公府征召。主张审案定刑从宽从轻。
汉明帝时期，有两个兄弟一起杀人，但罪责没有分清。明帝认为做兄长的没有尽到教育弟弟的责任，所以加重哥哥的刑罚而减轻弟弟的罪责。但中常侍孙章宣读诏书时，一时失误，把两人都判了死刑。尚书上奏皇帝说孙章矫诏，按律法应该被判处腰斩。明帝召见郭躬，询问他的看法，郭躬回答说：“孙章应当判处罚款”。明帝对他的回答感到无法理解，问：“孙章明明假传我的圣旨，多杀了一个人，怎么才判他罚金呢？”郭躬解释说：“法律上规定的犯罪有故意和过失的区别，孙章把命令传达错了，根据这个案件的情况来分析，他并不是故意假传圣旨，而是过失造成的。对于过失犯罪，法律规定要比故意犯罪判刑轻。”
明帝见他说的也有道理，但心里对孙章是过失传错圣旨依然有怀疑，就把自己的想法又说了出来：“孙章和那个囚犯是一个县的人，我怀疑他是故意宣读错误圣旨来杀掉两个人。”郭躬则说：“您怀疑是您个人的想法，在法律上是没有道理的，我们不能因为一个人怀疑他人就按照怀疑的意见去处理。《诗经》上曾经说：‘周道如砥，其直如矢。’意思是说朝廷的道路要像磨刀石一样平，要如同射出的箭一样笔直。《论语》上也说：‘君子不逆诈。’意思是说君子要根据事实判断，而不是预先就怀疑别人是欺诈。您是君王，应当效法上天公正无私，在审理案件时不能凭借自己的怀疑，就先入为主，按照自己的想象来处理案件。”明帝听了觉得很有道理。
永平年间，奉车都尉窦固出击匈奴，骑都尉秦彭是窦固的助手。秦彭带兵驻扎的地方和窦固不同，有时不经请示窦固就以军法杀人，窦固上奏说秦彭专擅，请求治秦彭的死罪。明帝因此请众大臣评判秦彭的罪行。郭躬因为通晓法律，也被召见参与评判。大家都认为窦固的上奏是对的，只有郭躬说：“从法律角度看，秦彭有权利杀那些人。”皇帝说：“军队出征，校尉要一律受制于主将。秦彭并没有斧钺，能专权杀人吗？”郭躬回答说：“校尉当然要受制于主将，不过那是说校尉与主将驻扎在一起的时候。可是这件事发生时，秦彭与窦固驻扎在不同的地方，情况不同。军情瞬息万变，有时并不可能先禀告主将再作处置。而且按汉朝制度，棨戟就是斧钺，这样，判秦彭有罪是于法不合的。”明帝听从了郭躬的意见。
汉章帝元和三年（公元86年）郭躬官至廷尉。曾经上奏请求修改法律四十一条，都是将重刑改为轻刑，为朝廷所采纳。永元六年（公元94年），在任上逝世。
其中子郭晊也明习法律，官至南阳太守。

## 延伸阅读
[在维基数据编辑]
 《後漢書·卷46》，出自范晔《後漢書》
 《東觀漢記》